# Tachikawa

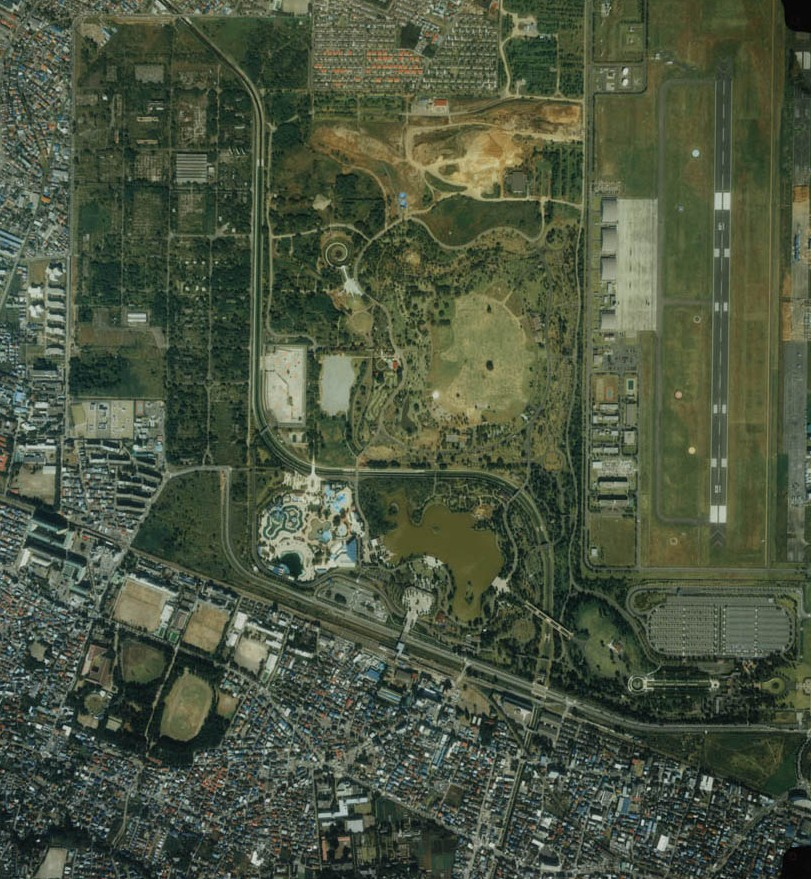
Parcul Shōwa Kinen, Tachikawa

Tachikawa (立川市 Tachikawa-shi?) este un municipiu din Japonia, zona metropolitană Tokyo.